# Ernst-Braune-Siedlung (Radeberg)

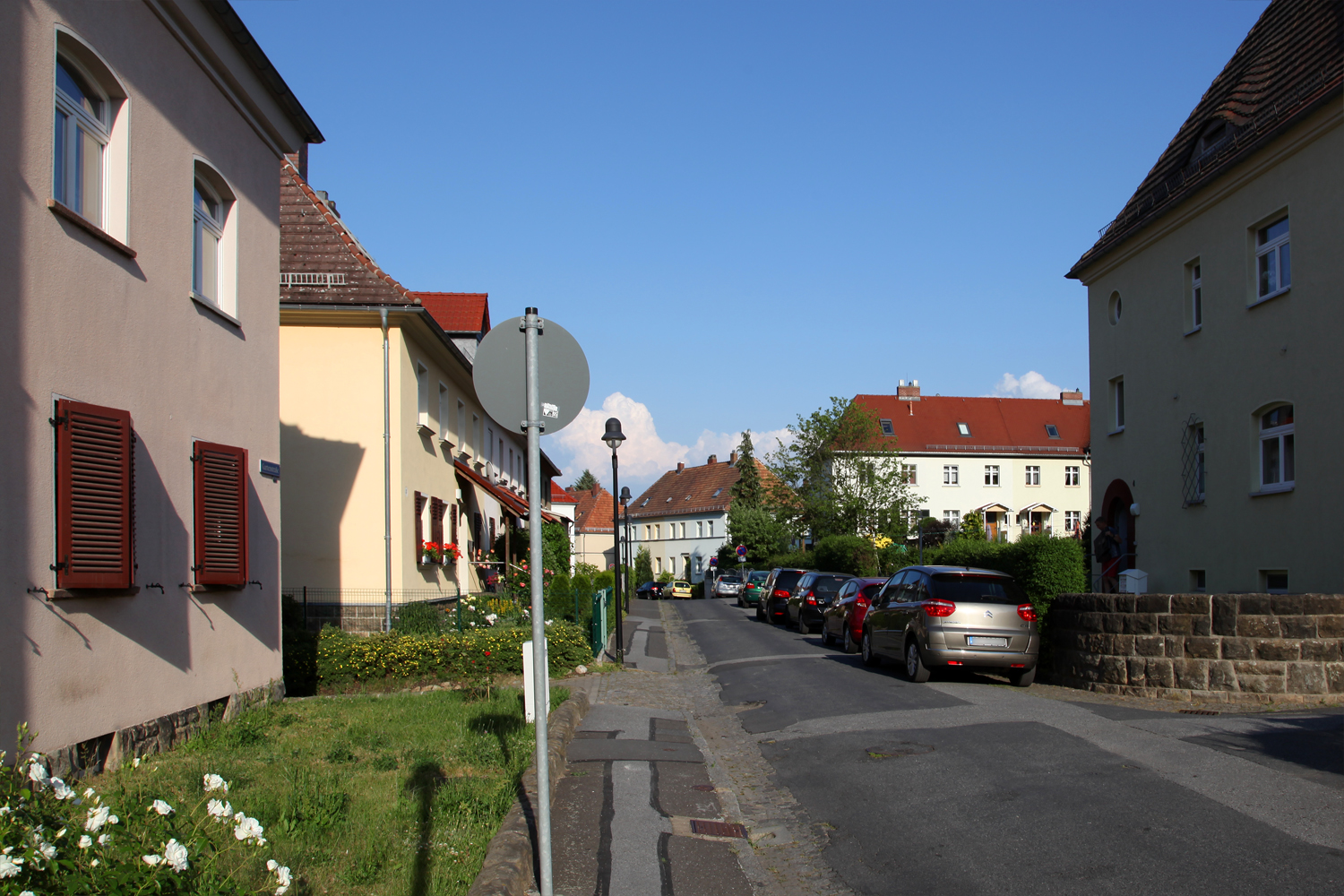
Blick in die Siedlung

Die Ernst-Braune-Siedlung ist eine Ortslage in der sächsischen Stadt Radeberg. Sie befindet sich an der Bahnstrecke Görlitz–Dresden im Westen der Stadt und steht als Sachgesamtheit unter Denkmalschutz. Durch die Siedlung verlaufen die Straßen Am Heidewinkel, Am Steinhübel, die Ernst-Braune- sowie die Gartenstraße.

## Geschichte
Ernst Braune (1853–1942) war Radeberger Stadtrat (SPD) und 1912/13 ein Mitbegründer der Gemeinnützigen Baugenossenschaft Radeberg (Vorgänger der heutigen Wohnungsbaugenossenschaft Radeberg und Umgebung). Im Jahr 1913 begann die Genossenschaft mit der Errichtung der ersten Arbeiter-Wohnhäuser für eine neue Siedlung am westlichen Radeberger Stadtrand. Nach dem Ersten Weltkrieg wurden weitere Wohngebäude, meist Reihen- und Mehrfamilienhäuser, erbaut. Die Siedlung erhielt den Charakter einer Gartenstadt. Die entstandene Siedlung wurde zu Ehren Ernst Braunes nach ihm benannt, ebenso trägt eine Straße in der Siedlung seinen Namen.

## Gedenkstein & Gedenktafel

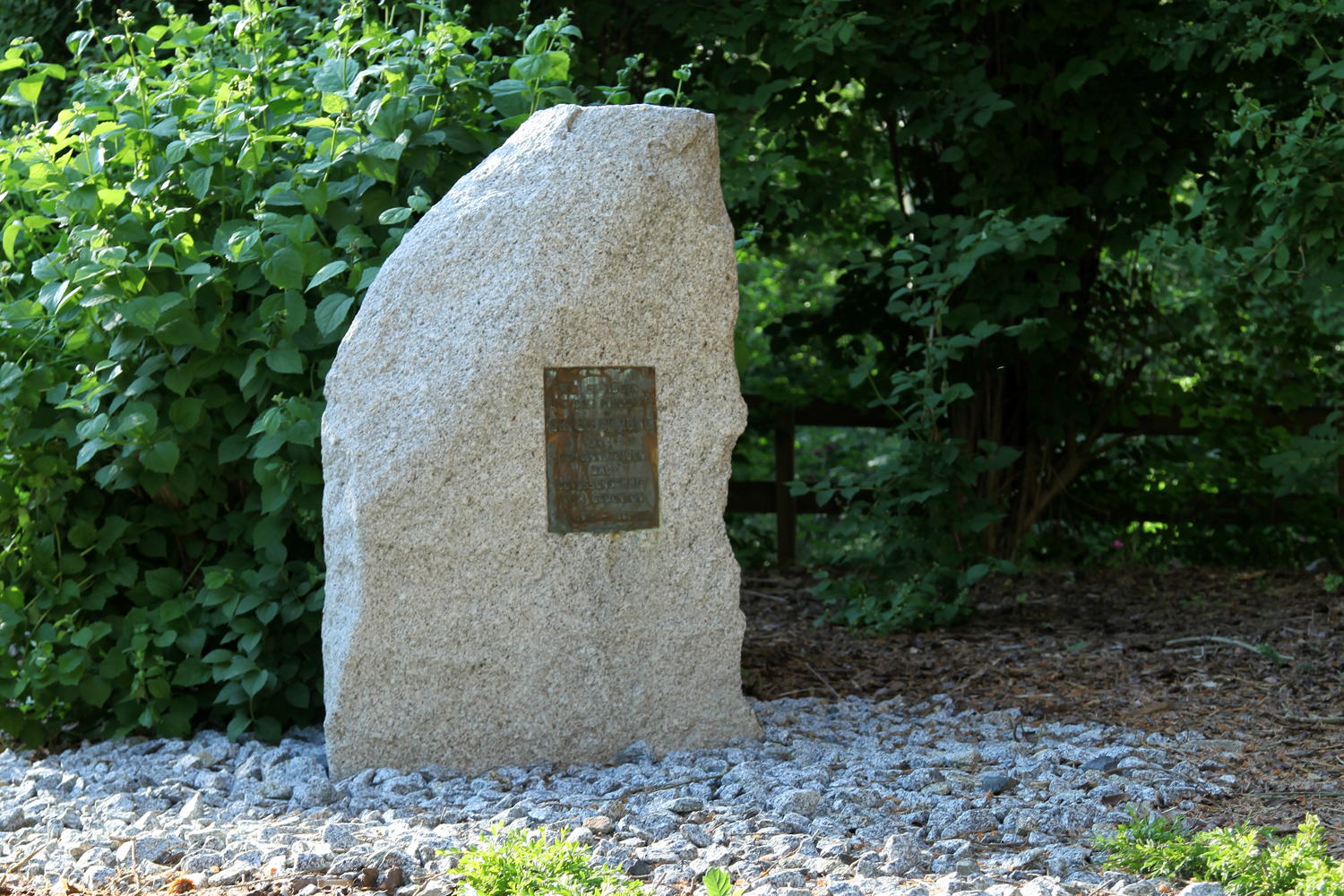
Gedenkstein

Nach dem Zweiten Weltkrieg wurde in der Siedlung ein Gedenkstein zur Erinnerung an Ernst Braune aufgestellt. Das Denkmal befindet sich an der Ecke Gartenstraße/Ernst-Braune-Straße und trägt die Inschrift:
Den Gründern und dem Förderer

Ernst Braune

der gemeinnützigen Baugenossenschaft

zum Gedenken.

1912–1962

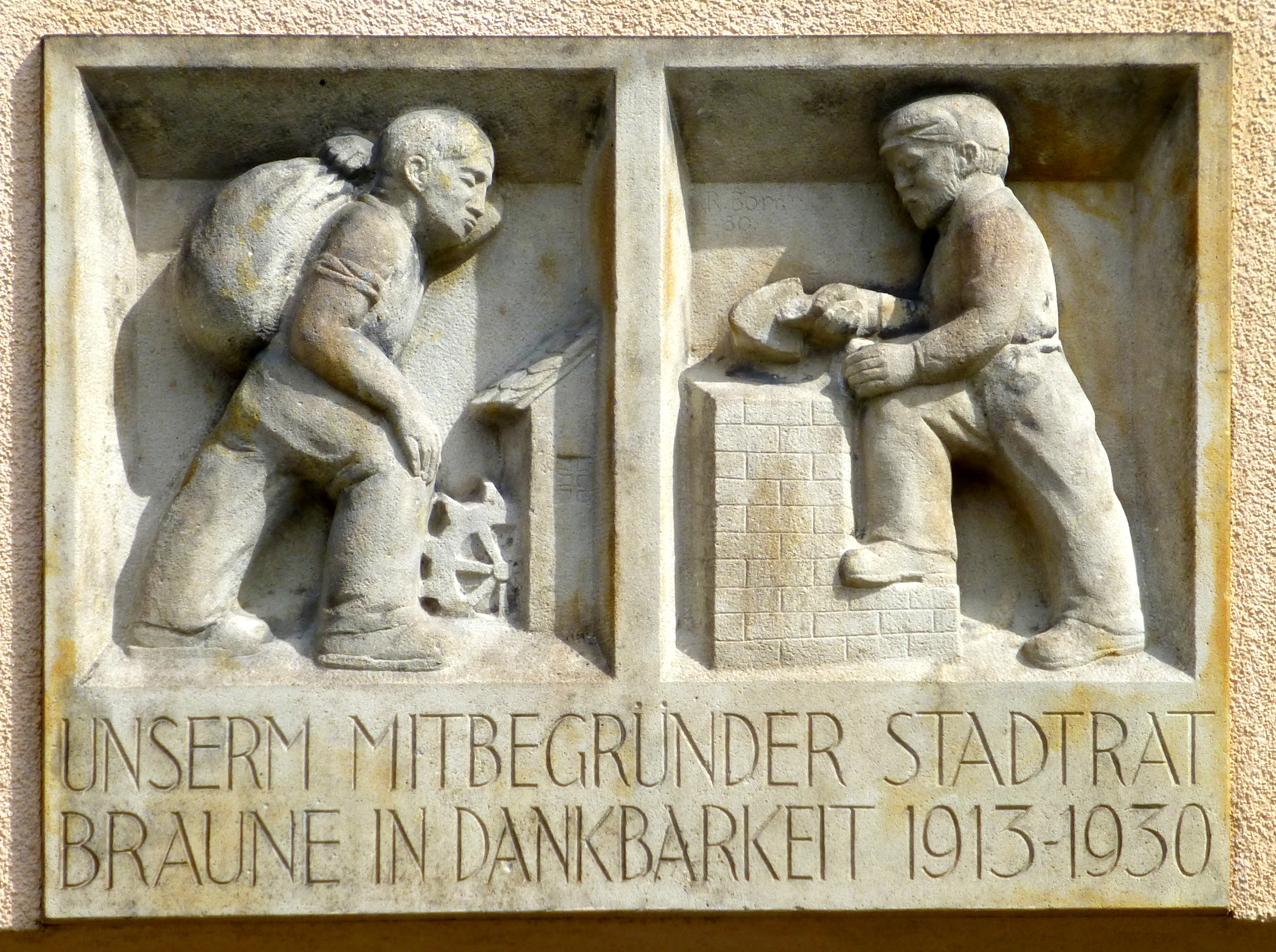
Gedenktafel

Am repräsentativsten, mit bogenförmigem Grundriss am nordwestlichen Ende der Siedlung erbauten Wohngebäude Gartenstraße 37–43 ist über dem mittigen Tordurchgang an der Straßenseite ein tief strukturiertes Sandstein-Relief zum Gedenken an Ernst Braune eingelassen.
Die Inschrift lautet:
UNSERM MITBEGRÜNDER STADTRAT

BRAUNE IN DANKBARKEIT 1913–1930